# Сабуровская крепость
Сабуровская крепость — останки стилизованной под крепостную стену садовой ограды имения Каменских в Сабурове, Орловский муниципальный округ. Одна из главных достопримечательностей Орловской области. Ансамбль Сабуровской крепости является памятником архитектуры и градостроительства и включает в себя:
- Крепостную стену
- Четыре башни
- Здание театра
- Церковь Михаила Архангела[2]

Периметр стен высотой до четырех метров — около 1,5 км. Площадь огражденной территории — 15 га. Северная стена проходит практически параллельно железнодорожной линии Орёл-Брянск, расположенной в 10 км от села Сабурово. Восточная сторона (две угловые круглые башни) направлена в сторону посёлка Знаменка и города Орла. Южная стена, которая проходит через трехэтажную башню, расположена почти вдоль дороги Знаменка-Сабурово и через неё граничит с Сабуровским кладбищем. Западная сторона крепости представлена лишь двумя сохранившимися пирамидами — это пороховые погреба, использовавшиеся в качестве обычных ледников. Большую часть внутреннего пространства крепости занимал роскошный графский сад с различными оранжереями. От графского дома сохранились лишь отдельные фрагменты фундамента, несколько ступенек лестницы, спускающейся в сад, а также большие ямы, оставшиеся от подвальных помещений. 
В имении Сабурово разворачиваются трагические события, описанные в рассказе Н.С.Лескова "Тупейный художник".

## История
Церковь Михаила Архангела построена в 1755 году решением Михаила Федотовича Каменского. Сабуровская крепость построена его сыном Михаилом Федотовичем как «памятник во славу русского оружия» в конце XVIII века. 
В 1809 году в храме Михаила Архангела был похоронен фельдмаршал граф Михаил Федотович Каменский, а в 1811 году —его сын, генерал от инфантерии Николай Каменский. Над их могилами были уложены простые белые надгробные камни без каких-либо надписей. 
Последним владельцем Сабуровской крепости из рода Каменских был граф Сергей Михайлович. Он не обладал военными способностями младшего брата, хотя участвовал во многих военных кампаниях, и приобрел известность более как страстный театрал. В 1815 году в Орле им был открыт крепостной театр, увековеченный впоследствии в литературных произведениях, записках и воспоминаниях современников. Театр поглотил немалое состояние графа, и в 1827 году он был вынужден продать Сабурово, где были захоронены его дед, отец и брат.
Храм закрыли в 1930 году, тогда же началось его разрушение. Захоронение Каменских вскрыли и разграбили. В середине 1990-х годов по инициативе московских потомков графа Каменского состоялось перезахоронение праха М. Ф. и Н. М. Каменских. На наружной стене Михаило-Архангельского храма были установлены две мемориальные доски.
В конце 1940-х годов двумя постановлениями Совета Министров РСФСР шатровые башни и другие сохранившиеся строения Сабуровской крепости были приняты на государственную охрану. В начале 1950-х годов усилиями орловского архитектора и краеведа-энтузиаста Михаила Васильевича Каплинского в одной из башен функционировала выставка по истории усадьбы. Но вскоре эта башня превратилась в складское помещение. В 1970-х областное управление культуры приступило к частичным реставрационным работам. Самая высокая трехэтажная прямоугольная башня была преобразована в филиал областного краеведческого музея «Тупейный художник». Позже финансирование было прекращено, крепость заброшена. Вплотную к стене построено несколько домов.